# Partamona musarum
Partamona musarum är en biart som först beskrevs av Cockerell 1917.  Partamona musarum ingår i släktet Partamona och familjen långtungebin. Inga underarter finns listade.

## Utseende
Ett tämligen litet bi med kraftig, nästan hårlös, gulbrun till röd kropp. Huvudet är stort, med kinder och clypeus (munsköld) gulaktiga och gulbrun behåring på hjässan. Mellankroppen har gles, brun behåring, gulbruna ben och blekgrå vingar. Arbetaren blir omkring 6 mm lång.

## Ekologi
Släktet Partamona tillhör de gaddlösa bina, ett tribus (Meliponini) av sociala bin som saknar fungerande gadd. De har dock kraftiga käkar, och kan bitas ordentligt.

## Utbredning
Utbredningsområdet omfattar Mellanamerika och nordligaste Sydamerika, från Honduras till Panama samt Colombia och Guyana.